# Valeri Guérguiyev

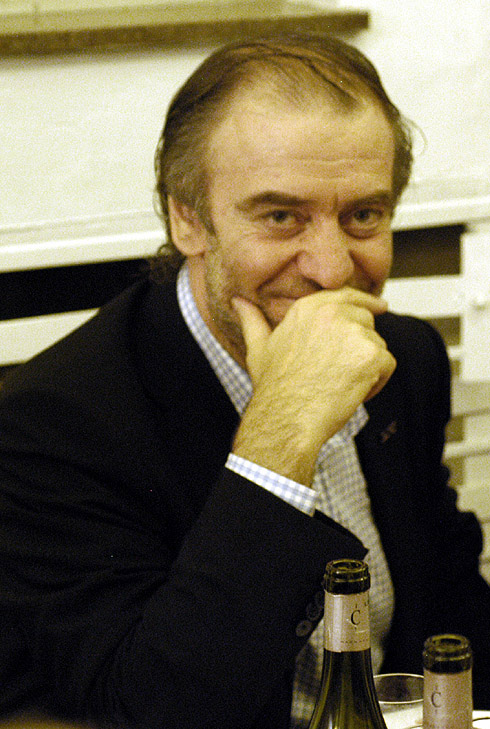
Valeri Guérguiyev (2007).

Valeri Abisálovich Guérguiyev (o Guérguiev; osetio: Гергиты Абисалы фырт Валери; ruso: Вале́рий Абиса́лович Ге́ргиев Valériy Abisálovich Guérguiyev; Moscú, 2 de mayo de 1953) es un director de orquesta y director artístico de ópera ruso. Es director general del Teatro Mariinski y también asociado con la Ópera del Metropolitan, la Orquesta Filarmónica de Róterdam, la Orquesta Sinfónica de Londres y la Filarmónica de Múnich hasta el 1 de marzo de 2022.

## Biografía
Nació en Moscú de padres osetios y establecidos en Vladikavkaz en su nativa Osetia del Norte en el Cáucaso. Sin ser un niño prodigio, comenzó a aprender el piano en la escuela secundaria y luego viajó a San Petersburgo, entonces Leningrado, para estudiar en el Conservatorio de San Petersburgo, en donde siendo todavía adolescente decidió ya dedicarse a la dirección de orquesta, por lo que empezó a tomar clases de dirección con Ilya Musin.
En 1975 siendo todavía estudiante, ganó el Concurso de Directores de Orquesta de la Unión Soviética. El año siguiente, ganó el Concurso de Directores de Orquesta Herbert von Karajan en Berlín.
En 1977, se convirtió en asistente en la Ópera del Kirov, hoy Ópera del Mariinski, del director Yuri Temirkánov; ahí realizó su debut dirigiendo Guerra y paz de Serguéi Prokófiev, compositor que desde entonces se convertiría en su piedra de toque. A partir de 1981, Guérguiyev fue nombrado director principal de la Orquesta Filarmónica de Armenia relevando a David Khanjian y permaneciendo en el cargo hasta 1985. Durante este período, su popularidad creció en toda la Unión Soviética al ser requerido para actuar como invitado por las más importantes formaciones de la URSS. 
En 1988 Guérguiyev fue elegido por votación director principal y artístico del Teatro Kirov, cuyo nivel mejora de una forma sustancial y desde 1996 es director artístico y director general de la institución. La compañía inició una serie de giras internacionales por varios países y colaboró además en producciones conjuntas con algunos de los principales teatros del mundo, como la Ópera de San Francisco y el Covent Garden.
En 1988 Guérguiyev debutó como director invitado de la Orquesta Sinfónica de Londres y un año después fue nombrado principal director invitado de la Orquesta Filarmónica de Róterdam, entidad de la que más adelante llegó a ser su director titular. Ya en la década de los noventa, Guérguiyev llevó a cabo numerosas iniciativas en el Teatro Kirov, rebautizado con su original nombre de Teatro Mariinski desde 1992, y fundó además el denominado Festival de las Noches Blancas de San Petersburgo en 1993, el mismo año en que realizó su debut en el Covent Garden y en el Metropolitan de Nueva York. 
Dos años más tarde, la compañía del Teatro Mariinski obtuvo un gran éxito en el Festival de Edimburgo, lo que facilitó que el gobierno ruso diera a Guérguiyev la responsabilidad total en la dirección integral de dicho teatro. A partir de 1997, Guérguiyev empezó a colaborar con asiduidad como director invitado de la Orquesta Filarmónica de Viena y como uno de los principales directores del Metropolitan hasta 2002. Con ello, su fama mundial se consolidó y desde entonces su presencia fue constantemente requerida por las principales formaciones del mundo. 
En 1991, Guérguiyev dirigió por primera vez una compañía de ópera de Europa Occidental: la Ópera Estatal de Baviera en una función de Borís Godunov de Modest Músorgski en Múnich. El mismo año realizó su debut estadounidense, dirigiendo Guerra y paz con la Ópera de San Francisco.
Guérguiyev está asociado con numerosos festivales musicales, entre ellos el festival Noches Blancas en San Petersburgo. Se convirtió en director principal y artístico del Mariinski en 1988, y director absoluto de la compañía, por entonces renombrado Mariinski, nombrado por el gobierno ruso, en 1996. En 1995 se convirtió en el director principal de la Orquesta Filarmónica de Róterdam, (1995-2008) relevando a Jeffrey Tate y en 1997, director invitado principal de la Ópera del Metropolitan en Nueva York.
En 2003 inició y dirigió en el Teatro Mariinski el primer ciclo completo de El Anillo del Nibelungo de Wagner en ser tocado en Rusia en 90 años. El diseño y el concepto de la producción reflejó muchos aspectos de la cultura osetia. Guérguiyev dirigió esta producción en el extranjero en Cardiff en 2006 (en el Centro del Milenio de Gales), en Costa Mesa, California (octubre de 2006, Orange County Performing Arts Center) y en Nueva York en 2007.
Las condecoraciones internacionales se sumaron y, de esta forma, Guérguiyev obtuvo ese mismo año el Premio de la Presidencia Rusa por su contribución al desarrollo de las artes y el título de Artista Mundial de la UNESCO. 
En 2005 fue nombrado como el 15° director principal de la Orquesta Sinfónica de Londres, sustituyendo a Sir Colin Davis desde el 1 de enero de 2007. En 2017 es sustituido por Simon Rattle al frente de la agrupación.
En 2006 fue premiado con el Polar Music Prize junto a Led Zeppelin y con el prestigioso Premio Musical Herbert von Karajan, otorgado por el Festspielhaus Baden-Baden.
En enero de 2013, Guérguiyev fue nombrado director de la Orquesta Filarmónica de Múnich, cargo que ejercerá desde 2015 hasta 2020.
Se viene apuntado que es probable su debut en el Festival de Bayreuth para 2019 dirigiendo Tannhäuser.
Guérguiyev ha sido un apoyo constante en la pacificación en el Cáucaso, particularmente en el conflicto entre el gobierno central de Georgia y Osetia del Sur.

### La anexión de Crimea por la Federación de Rusia
El 11 de marzo de 2014, Guérguiyev firmó una carta abierta  titulada "figuras del mundo de la cultura rusa, en apoyo de la posición del Presidente Vladímir Putin en cuanto a Ucrania y Crimea. La carta dice que "En los días en que la suerte de Crimea y nuestros compatriotas fue decidida, figuras culturales de Rusia no pudieron permanecer indiferentes, ni ser frío-observadores. Nuestra historia y raíces comunes, nuestra cultura y nuestras fuentes espirituales, nuestros valores fundamentales y el lenguaje nos han unido siempre. Queremos que el común de nuestros pueblos y nuestras culturas tengan un gran futuro. Esta es la razón por la que nosotros declaramos firmemente nuestro apoyo a la posición del Presidente de la Federación de Rusia, en lo que respecta a Ucrania y Crimea." En total 511 artistas rusos han firmado la carta abierta. Esta acción provocó una inmediata indignación entre las principales figuras del mundo de la cultura en Ucrania y Rusia. El Ministro de Cultura de Ucrania boicoteó a Guérguiyev, para impedir que actúe o se presente en Ucrania.

## Estilo interpretativo
Guérguiyev es particularmente renombrado por su estilo de dirección apasionado, casi brusco, y su tendencia a gruñir en el podio. Es un director impulsivo que da lo mejor en obras de gran dramatismo. Él considera que su compositor favorito es Serguéi Prokófiev en su grabación para DVD de la Suite escita.
Excitante, nervioso, apasionado y con un toque escénico muy de cara a la galería, Valeri Guérguiyev es uno de los directores más populares de la actualidad gracias a sus espectaculares maneras y a sus notables trabajos en la escena operística y en los conciertos. Amante de los tempi animados y poseedor de un dinamismo fuera de lo común frente al atril, Guérguiyev muestra un estilo firme, vehemente y vigoroso, muy en la tradición de la Escuela Rusa de dirección, con abiertas y poderosas batidas ejecutadas con la palma de su mano derecha y constantes saltos sobre la superficie del podio. Su gesticulación llega a ser desmesurada por momentos, valiéndose de complicadas expresiones faciales y de excentricidades como la de usar una mini batuta del tamaño de un mondadientes. Presenta una imagen buscadamente desaliñada tras la que se esconde una caracterización personal estudiada hasta el último detalle. Especialista en el repertorio ruso, Guérguiyev ofrece su mejor versión como director a la hora de abordar las obras desde un punto de vista del todo espontáneo no exento de dramatismo.

## Discografía
Guérguiyev se destaca por sus grabaciones de compositores rusos, tanto óperas como obras sinfónicas y ballets, entre ellas Chaikovski, Borodín, Prokófiev y Shostakóvich. Dentro de sus discos de ópera, merecen destacarse la Jovánschina de Músorgski, Guerra y Paz de Prokófiev y Dama de Picas de Chaikovski. Muchas de las grabaciones son con la Orquesta del Kírov, aunque también ha grabado con la Orquesta Filarmónica de Viena. Una reciente entrega, las sinfonías completas de Prokófiev, es con la Orquesta Sinfónica de Londres.
La grabación (nov 2007) de la sexta sinfonía de Mahler en directo en el Barbican Hall también con la Sinfónica de Londres, ha merecido su catalogación como grabación muy recomendada por la prestigiosa Grammophone Classical Music Guide en su edición de 2011.

### Ballets
| Álbum                                                                                        | Orquesta  | Sello    | Discos | Año  |
| -------------------------------------------------------------------------------------------- | --------- | -------- | ------ | ---- |
| PROKOFIEV: Romeo and Juliet (complete ballet)                                                | Kirov     | Philips  | 2      | 1991 |
| PROKOFIEV: Romeo and Juliet (complete ballet)                                                | LSO       | LSO Live | 2      | 2010 |
| RAVEL: Daphnis et Chloé (complete ballet) (with Pavane pour une infante défunte and Boléro)  | LSO       | LSO Live | 1      | 2010 |
| STRAVINSKY: The Firebird (L'Oiseau de feu) (Complete ballet)                                 | Kirov     | Philips  | 1      | 1998 |
| STRAVINSKY: The Rite of Spring (Le sacre du printemps) (with Scriabin's The Poem of Ecstasy) | Kirov     | Philips  | 1      | 2001 |
| TCHAIKOVSKY: The Sleeping Beauty (complete ballet)                                           | Kirov     | Philips  | 3      | 1993 |
| TCHAIKOVSKY: The Nutcracker (complete ballet)                                                | Kirov     | Philips  | 1      | 1998 |
| TCHAIKOVSKY: Swan Lake (complete ballet) (Highlights available separately)                   | Mariinsky | Decca    | 2      | 2007 |

### Óperas
| Álbum                                                       | Orquesta  | Sello          | Discos | Año  |
| ----------------------------------------------------------- | --------- | -------------- | ------ | ---- |
| BARTÓK: Bluebeard's Castle                                  | LSO       | LSO Live       | 1      | 2009 |
| BORODIN: Prince Igor                                        | Kirov     | Philips        | 3      | 1995 |
| DONIZETTI: Lucia di Lammermoor                              | Mariinsky | Mariinsky Live | 2      | 2011 |
| GLINKA: Ruslan and Ludmila                                  | Kirov     | Philips        | 3      | 1997 |
| MUSSORGSKY: Boris Godunov (1869 & 1872 version)             | Kirov     | Philips        | 5      | 1999 |
| MUSSORGSKY: Khovanshchina                                   | Kirov     | Philips        | 3      | 1992 |
| PROKOFIEV: The Love for Three Oranges                       | Kirov     | Philips        | 2      | 2001 |
| PROKOFIEV: Semyon Kotko                                     | Kirov     | Philips        | 2      | 2000 |
| PROKOFIEV: The Gambler                                      | Kirov     | Philips        | 2      | 1999 |
| PROKOFIEV: The Fiery Angel                                  | Kirov     | Philips        | 2      | 1995 |
| PROKOFIEV: War and Peace                                    | Kirov     | Philips        | 3      | 1993 |
| PROKOFIEV: Betrothal in a Monastery                         | Kirov     | Philips        | 3      | 1998 |
| RIMSKY-KORSAKOV: Sadko                                      | Kirov     | Philips        | 3      | 1994 |
| RIMSKY-KORSAKOV: The Maid of Pskov                          | Kirov     | Philips        | 2      | 1997 |
| RIMSKY-KORSAKOV: The Legend of the Invisible City of Kitezh | Kirov     | Philips        | 3      | 1999 |
| RIMSKY-KORSAKOV: Kashchey the Immortal                      | Kirov     | Philips        | 1      | 1999 |
| RIMSKY-KORSAKOV: The Tsar's Bride                           | Kirov     | Philips        | 2      | 1999 |
| SHOSTAKOVICH: The Nose                                      | Mariinsky | Mariinsky Live | 2      | 2009 |
| STRAVINSKY: Oedipus rex (Comes with Ballet Les noces)       | Mariinsky | Mariinsky Live | 1      | 2010 |
| TCHAIKOVSKY: Pique Dame                                     | Kirov     | Philips        | 3      | 1993 |
| TCHAIKOVSKY: Mazeppa                                        | Kirov     | Philips        | 3      | 1998 |
| TCHAIKOVSKY: Iolanta                                        | Kirov     | Philips        | 2      | 1998 |
| VERDI: La Forza del Destino (1862 original version)         | Kirov     | Philips        | 3      | 1997 |
| WAGNER: Parsifal                                            | Mariinsky | Mariinsky Live | 4      | 2010 |

### Obras orquestales
| Álbum                                                                                       | Orquesta  | Sello          | Discos | Año  |
| ------------------------------------------------------------------------------------------- | --------- | -------------- | ------ | ---- |
| BERLIOZ: Symphonie Fantastique, La Mort de Cléopâtre (Soprano: Olga Borodina)               | VPO       | Philips        | 1      | 2003 |
| BORODIN: Symphonies No. 1 & 2                                                               | RPhO      | Polygram       | 1      | 1991 |
| DEBUSSY: Prélude à l'après-midi d'un faune, La Mer, Jeux                                    | LSO       | LSO Live       | 1      | 2011 |
| MAHLER: Symphony No. 1                                                                      | LSO       | LSO Live       | 1      | 2008 |
| MAHLER: Symphony Nos. 2 & 10 (Adagio)                                                       | LSO       | LSO Live       | 2      | 2009 |
| MAHLER:Symphony No. 3                                                                       | LSO       | LSO Live       | 2      | 2008 |
| MAHLER: Symphony No. 4                                                                      | LSO       | LSO Live       | 1      | 2010 |
| MAHLER: Symphony No. 5                                                                      | LSO       | LSO Live       | 1      | 2011 |
| MAHLER: Symphony No. 6                                                                      | LSO       | LSO Live       | 1      | 2008 |
| MAHLER: Symphony No. 7                                                                      | LSO       | LSO Live       | 1      | 2008 |
| MAHLER: Symphony No. 8                                                                      | LSO       | LSO Live       | 1      | 2009 |
| MAHLER: Symphony No. 9                                                                      | LSO       | LSO Live       | 1      | 2011 |
| MUSSORGSKY: Pictures at an Exhibition                                                       | VPO       | Philips        | 1      | 2002 |
| PROKOFIEV: Scythian Suite, Alexander Nevsky                                                 | Kirov     | Philips        | 1      | 2003 |
| PROKOFIEV: Completes Symphonies (No. 1–7) (No. 4: 1930 + 1947 Versions)                     | LSO       | Philips        | 4      | 2006 |
| RACHMANINOV: Symphony No. 2                                                                 | Kirov     | Philips        | 1      | 1994 |
| RACHMANINOV: Symphony No. 2                                                                 | LSO       | LSO Live       | 1      | 2010 |
| RIMSKY-KORSAKOV: Scheherazade, BORODIN: In the Steppes of Central Asia, BALAKIREV: Islamey  | Kirov     | Philips        | 1      | 2001 |
| SHOSTAKOVICH: The War Symphonies (No. 4–9) Each one available separately                    | Kirov     | Philips        | 5      | 2005 |
| SHOSTAKOVICH: Symphonies No. 1 & 15                                                         | Mariinsky | Mariinsky Live | 1      | 2009 |
| SHOSTAKOVICH: Symphonies No. 2 & 11                                                         | Mariinsky | Mariinsky Live | 1      | 2010 |
| SHOSTAKOVICH: Symphonies No. 3 & 10                                                         | Mariinsky | Mariinsky Live | 1      | 2011 |
| SHOSTAKOVICH: Symphonies No. 4, 5 & 6                                                       | Mariinsky | Mariinsky Live | 2      | 2014 |
| SHOSTAKOVICH: Symphony No. 7 "Leningrad"                                                    | Mariinsky | Mariinsky Live | 1      | 2012 |
| SHOSTAKOVICH: Symphony No. 8                                                                | Mariinsky | Mariinsky Live | 1      | 2013 |
| STRAVINSKY: The Firebird – SCRIABIN: Prometheus                                             | Kirov     | Philips        | 1      | 1998 |
| STRAVINSKY: The Rite of Spring – SCRIABIN: The Poem of Ecstasy                              | Kirov     | Philips        | 1      | 2001 |
| TCHAIKOVSKY: Symphonies No. 4, 5, 6Each one available separately                            | VPO       | Philips        | 3      | 2005 |
| TCHAIKOVSKY: Symphony No. 5                                                                 | VPO       | Philips        | 1      | 1999 |
| TCHAIKOVSKY: Symphony No. 6, Francesca da Rimini, Romeo and Juliet                          | Kirov     | Philips        | 1      | 2000 |
| TCHAIKOVSKY: 1812 Overture and others                                                       | Kirov     | Philips        | 1      | 1994 |
| TCHAIKOVSKY: 1812 Overture, Moscow Cantata, Marche Slave, Coronation March, Danish Overture | Mariinsky | Mariinsky Live | 1      | 2009 |

### Obras con solistas instrumentales
| Álbum                                                                     | Solista           | Orquesta  | Sello          | Discos | Año  |
| ------------------------------------------------------------------------- | ----------------- | --------- | -------------- | ------ | ---- |
| BRAHMS & KORNGOLD: Violin Concertos                                       | Nikolaj Znaider   | VPO       | RCA Red Seal   | 1      | 2009 |
| Lang Lang: Liszt, My Piano Hero (LISZT: Piano Concerto No. 1)             | Lang Lang         | VPO       | Sony           | 1      | 2011 |
| PROKOFIEV: Complete Piano Concertos (No. 1–5)                             | Alexander Toradze | Kirov     | Philips        | 2      | 1998 |
| RACHMANINOV: Piano Concerto No.2, Rhapsody on a Theme of Paganini         | Lang Lang         | Mariinsky | DG             | 1      | 2003 |
| RACHMANINOV: Piano Concerto No.3, Rhapsody on a Theme of Paganini         | Denis Matsuev     | Mariinsky | Mariinsky Live | 1      | 2010 |
| TCHAIKOVSKY & MIASKOVSKY: Violin Concertos                                | Vadim Repin       | Mariinsky | Philips        | 1      | 2003 |
| TCHAIKOVSKY: Variation on a Rococo Theme, PROKOFIEV: Sinfonia Concertante | Gautier Capuçon   | Mariinsky | Virgin         | 1      | 2010 |

### Obras vocales
| Álbum                                | Solista             | Orquesta  | Sello   | Discos | Año  |
| ------------------------------------ | ------------------- | --------- | ------- | ------ | ---- |
| Tchaikovsky & Verdi Arias            | Dmitri Hvorostovsky | Kirov     | Philips | 1      | 1990 |
| Tchaikovsky & Verdi Arias            | Galina Gorchakova   | Kirov     | Philips | 1      | 1996 |
| Homage: The Age Of The Diva          | Renée Fleming       | Mariinsky | Decca   | 1      | 2007 |
| Russian Album                        | Anna Netrebko       | Mariinsky | DG      | 1      | 2006 |
| PROKOFIEV: Ivan The Terrible Cantata |                     | RPhO      | Philips | 1      | 1998 |
| VERDI: Requiem                       |                     | Mariinsky | Philips | 2      | 2001 |

### Vídeos

#### DVD
- Valery Gergiev in Rehearsal and Performance
- 60 Minutes: The Wild Man of Music, 2004.
- Valery Gergiev Conducts the Vienna Philharmonic Orchestra in Prokofiev, Schnittke & Stravinsky, 2003.
- Verdi: La forza del destino, Marinsky Theatre Orchestra, 1998.
- Rimski-Kórsakov: Sadko, Kirov Opera, 2006.
- Puccini: Turandot, Vienna Philharmonic, 2006.
- Prokófiev: Betrothal in a Monastery, Kirov Opera, 2005.
- Shostakovich against Stalin, 2005.
- "All the Russias – a musical journey": a five-part documentary through the tradition and heritage of Russian music.
- "Gergiev Conducts Brahms: Ein Deutsches Requiem" Kringelborn, Kwiecien, Swedish Radio Choir, Rotterdam Philharmonic, 2008
- Tschaikovsky: Eugene Onegin; Dmitri Hvorostovsky, Renee Fleming, Ramon Vargas, Metropolitan Opera, 2007

## Premios y reconocimientos
- Diciembre del 2012: Medalla honorífica Bene Merito, otorgada por el ministro de Relaciones Exteriores de Polonia.[10]
- Héroe del Trabajo de la Federación de Rusia (1 de mayo de 2013) - Por servicios laborales especiales para el estado y el pueblo.[11]